# باگنا
باگنا (به اسپانیایی: Báguena) یک شهرستان در اسپانیا است که در استان تروئل واقع شده‌است.

## خصوصیات
باگنا ۲۵ کیلومترمربع مساحت و ۴۱۶ نفر جمعیت دارد.